# Château de Mas Blanc
Le château de Mas Blanc est un château situé à Mas-Blanc-des-Alpilles, dans les Bouches-du-Rhône en France. 
Le château fait l’objet d’une inscription partielle au titre des monuments historiques depuis le 27 juillet 1978.